# 館山昌平
館山 昌平（たてやま しょうへい、1981年3月17日 - ）は、神奈川県厚木市出身の元プロ野球選手（投手）、野球指導者、野球解説者、YouTuber。かつてベンヌに所属していた。

## 来歴

### プロ入り前
小学生の頃に同級生の三橋直樹に誘われたことをきっかけに野球を始める。野球好きだった三橋の影響で野球にのめり込み、大学野球や社会人野球も観に行くようになる。中学では軟式野球部に所属し、ポジションは主にキャッチャーで練習試合で投手を務めることもあった。地元屈指の進学校、神奈川県立厚木高校から立教大学に進学し東京六大学リーグで活躍した川村丈夫に憧れ、川村と同じ厚木高校への進学を目指していたが、当時日本大学藤沢高校の監督だった鈴木博識から投手としてスカウトされたことをきっかけに日大藤沢に進学する。高校時代は、横浜高校の松坂大輔と度々投げあいを演じた。2年次の1997年、秋の神奈川県大会決勝では横浜高校相手に先発するも0-9で敗戦（途中降板）。関東大会決勝で再び横浜高校と対戦し、延長10回、1-2で敗退（館山は終盤の2/3回のみ登板）。1998年、春のセンバツに出場、準決勝で久保康友のいた関大一高と対戦し、6回から3回無失点の好リリーフを見せるも3-5で敗戦。同年春の関東大会決勝で三度横浜高の松坂と投げ合い、延長13回150球超の完投も、0-1で敗戦投手となった。夏の西神奈川大会はベスト4どまりで、夏の甲子園出場は叶わなかった。
その後、東都大学野球リーグの日本大学に進学。リーグ戦通算36試合に登板し8勝6敗、防御率2.24。同期に村田修一、堤内健、大野隆治がいる。2001年の3年時には、春季リーグ戦でエースとして活躍しチーム17季ぶりの優勝に貢献。日本代表にも選ばれ、ワールドカップに出場。2002年にドラフト3巡目でヤクルトに指名され入団。なお、館山、村田、大野の3名は全員プロ入り時の背番号が「25」である。

### ヤクルト時代

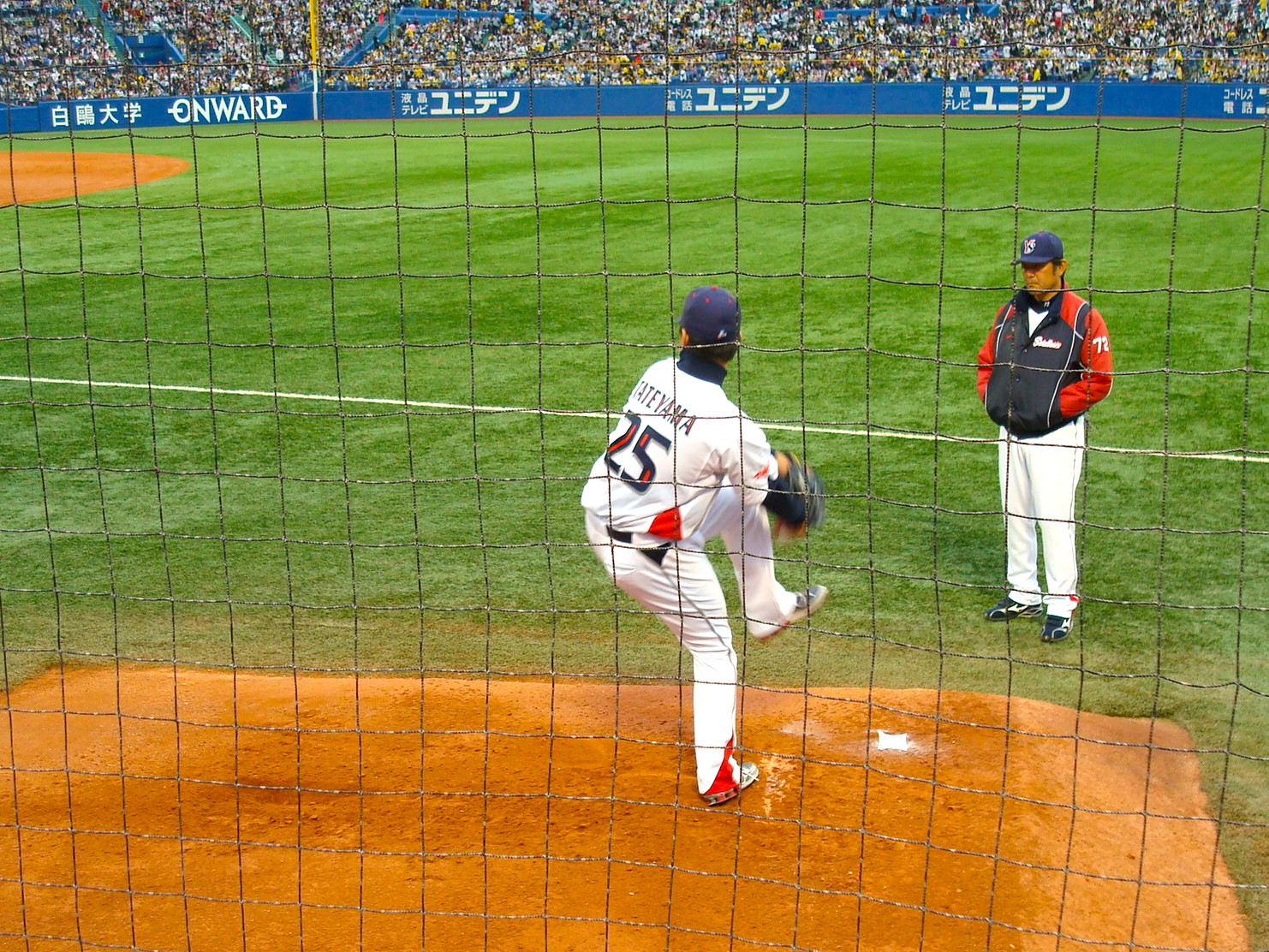
2009年5月16日、阪神戦で投球練習を行う館山昌平

2003年7月に初めて一軍に昇格すると、7月20日に7点差負けの9回に初登板。先発陣が手薄だった事もあり、8月から先発ローテーションに定着。以降9度先発して0勝3敗と、好投を続けたものの勝ち星に恵まれなかった。
2004年キャンプ中に右肘の靭帯を断裂。3月に右肘内側側副靱帯再建手術（トミー・ジョン手術）を受け、以降リハビリのため二軍のマウンドにも立てずにシーズン終了。
2005年4月に一軍復帰すると、4月27日にプロ初勝利を挙げる。7月30日、甲子園での阪神タイガース戦で完封勝利（被安打4・無四球）。1年間ローテーションを守り、10勝を挙げる。10月に2歳年上の女性と結婚。右手薬指と小指の感覚が鈍いという理由で11月に右肘の再手術を受けた。
2006年は手術の影響から開幕に間に合わず、5月の一軍復帰後に5度先発登板するものの、計23失点で1勝3敗と結果を残せなかった。しかし、中継ぎ転向後は徐々に安定感を取り戻し、6月27日にはプロ入り初セーブを記録。9月には抑えも任される。最終的には自己最多の44試合に登板。
2007年は開幕当初は中継ぎとして好投し、5月からは先発、7月末から抑えと度々配置転換が行われた。しかし、先発で好投しても援護に恵まれず、また抑え転向後は救援失敗も多く、最終的に防御率3.17でありながら12敗（3勝5セーブ）を喫した。7月から翌年4月にかけて自身9連敗も記録。ただ、一度も二軍に降格することなくシーズンを通して一軍の戦力として貢献した。オフの契約更改では、母方の祖父が作成した、球団公式ホームページやスポーツ新聞の記事をパソコンで打ち直し、細かい試合経過や意見が添えられた、ルーズリーフ約200ページに及ぶ「07年館山昌平データ」を持参し、3時間半に及ぶ交渉を行った。その結果、球団取締役から「前例がなく評価が難しかったが、数字にはあらわれない部分が多かった」と評価され、当初の提示額より300万多い、1600万アップ（推定年俸6200万）となった。
2008年にシーズンを通して先発ローテーション入りを果たす。開幕直後こそ出遅れたが最終的に12勝を挙げ、自身初のタイトルである最優秀勝率投手を獲得。防御率も2.99を記録。オールスターゲームにも初出場。オフの契約更改では年俸1億円の3年契約（総額3億円）を結んだ。
2009年に千葉県館山市の「スポーツ大使」に就任。館山市が同じ名前であることにちなんで館山にオファーを出し、それを快諾したもの。2009年1月24日に任命式があり、翌25日には館山若潮マラソンのスターターを務め、10キロの部に飛び入り参加している。4月28日の中日ドラゴンズ戦で4年ぶりの無四球完投勝利（被安打7、失点1）。5月28日のオリックス戦で2008年8月から続く連勝を12に伸ばし、1957 - 1958年の金田正一による球団記録を51年ぶりに更新、記録は14まで伸ばしたものの6月26日の読売ジャイアンツ戦で7失点を喫し記録は止まった。7月22日の阪神戦で4年ぶりの完封勝利。前年に続けて2度目のオールスターに出場した。後半戦は8月にマメをつぶして1度登録抹消となったが、それ以外は年間通してローテーションを守り、10月8日の阪神戦（神宮）で完封勝利して16勝目を挙げ、吉見一起と共にセ・リーグ最多勝利のタイトルを初受賞。チームが借金1でシーズンを終えた中、館山1人で貯金10を稼ぎ、ヤクルト球団初のクライマックス・シリーズ出場に貢献した。
2010年は故障の影響から1年ローテーションを守ることができなかったものの、中盤以降は安定した投球を披露。最後の登板となった広島東洋カープ戦で完封勝利を果たすと同時に規定投球回にも到達した。最終的に12勝を挙げリーグ最多の4完封2無四球試合、防御率は2.93としリーグ3位を記録する。また阪神、中日、広島から各3勝ずつを挙げた。
2011年はヤクルトの右腕エースとして躍動。防御率は自己最高となる2.04を記録し完投・完封もリーグトップを記録。WHIPも1.00を切るなど投球内容ではキャリアハイを記録した。しかし、援護が少ないことや血行障害を発病するなど好成績の裏側で苦しんだ投球が続いた。11月11日に群馬県館林市の病院で右手血行障害の手術を受けた。契約更改では新たに年俸1億9000万円の4年契約（契約の2年目終了時に球団と本人の同意で契約内容の見直しを行う）を結ぶ。
2012年もエースとしてチームを支え、チームトップとなる防御率2.25（リーグ5位）、12勝（リーグ4位タイ）の好成績を記録。更に3.4月（3勝0敗、防御率1.85）と9月（4勝0敗、防御率1.13）の月間MVPを選ばれる。また、シーズン2度の投手の月間MVP受章は球団では1995年4月、9月のテリー・ブロス以来17年ぶり。
2013年は3月29日の開幕戦（対阪神1回戦、明治神宮野球場）に先発、5回3失点という内容であった。続く4月5日、対橫浜DeNAベイスターズ1回戦（明治神宮野球場）に先発したが4回途中で右肘に違和感を覚えて降板。翌日に病院で検査を受けたところ、右肘靭帯の再断裂（全治1年）が確認された為に再手術を受けることを4月7日の記者会見で明らかにし、4月12日に二度目の右肘内側側副靱帯再建手術（トミー・ジョン手術）を受けたことを球団が発表した。このため、シーズンをすべて棒に振ってしまった。また、6月には今オフの予定だった股関節の関節唇損傷の修復手術を前倒しで受けた。契約更改では、4年契約の2年目を経過したことで契約の見直しが行われ、契約上の上限の2000万を超える4000万の減俸を自ら申し出、1億5000万円で契約更改を終えた。
2014年は復帰して一軍キャンプスタート。初日から順調な仕上がりを見せていた矢先、2月25日の千葉ロッテマリーンズとの練習試合で12球で緊急降板。その後二軍で調整を行っていたが、4月5日のイースタンでの巨人戦に登板した際も1球で緊急降板し、検査の結果、4月10日に右肘外側滑膜ひだ切除手術を行うことになった。群馬県館林市内の病院で右肘の滑膜ひだを切除したが、この時同時に右肘の内側側幅靱帯（じんたい）再建と右前腕の屈筋腱（けん）縫合手術も受けた。その結果実戦復帰まで約1年かかる見通しと診断された。
2015年の6月28日の巨人戦で復帰登板を果たすと、7月11日のDeNA戦で1019日ぶりの勝利投手となる。制球が戻らず四球を連発する場面も見られたが、徐々に安定感を取り戻し、3か月で6勝を挙げる活躍を見せ、14年ぶりのリーグ優勝に貢献した。またこの年の日本シリーズでは第4戦に先発した。その功績として、セントラル・リーグからは2012年の大竹寛（広島）以来となるカムバック賞も受賞している。打撃面でも2010年以来の本塁打を記録した。
2018年の8月22日に出場登録され、同日の広島戦に登板するも、3回に鈴木誠也の打球を右腕に受け、降板。その翌日に登録抹消された。
2019年には、6月に先発投手として一軍公式戦1試合へ登板しただけで、レギュラーシーズン終盤の9月13日に現役引退を発表した。この発表を受けて、球団は、レギュラーシーズンの本拠地最終戦（9月21日の対中日戦）を館山の引退試合として開催。館山は打者1人だけの対戦を条件に先発で登板すると大島洋平を4球で二塁へのゴロに打ち取ったことによって現役生活を締めくくった。

### 引退後
引退後はヤクルトから役職を用意され、館山も球団には感謝の気持ちを持っていたが、現場から離れる役職だったために断り、「一旦、スワローズを離れて外から野球を見ます」と発言。そこからさまざまな場所から声がかかり、2019年10月14日に、東北楽天ゴールデンイーグルスの二軍投手コーチへ就任することが発表された。2シーズン務めて2021年終了後に退団した。
その後、ルートインBCリーグ・福島レッドホープスオーナー兼監督の岩村明憲に館山側から投手コーチ契約を申し入れ、同年12月3日に翌2022年シーズンから投手チーフコーチとして入団することが発表された。企画運営を兼務する。2023年9月5日に自身のSNSで同年限りで福島のコーチを退任すると発表した。
2022年からは本数契約としてテレビはフジテレビ・BSフジ・フジテレビONE・仙台放送・ラジオは文化放送（2024年より）の野球解説者としても活動する。2月15日には自身のYouTubeチャンネルを開設した。
2024年2月16日、2025年より本格的に活動する、新たな社会人野球の企業チーム・マルハン北日本カンパニー硬式野球部の初代監督就任が発表された。

## 選手としての特徴・人物
小学校から野球を始めたが、当時の将来の夢は「ピアノの先生」だった。中学進学後、吹奏楽部に体験入部したが部活休みが週2日あり、かたや野球部は週1日しか休みがなかったので、「何かに打ち込みたい」という少年期の考えから野球を選んだという。
プロ入り後にサイドスロー（スリークォーターと言われることもある）に転向。平均球速約144km/h、最速153km/hのストレートとシュート、スライダーを中心とした組み立てを主とするが、2008年頃からフォークボール、カットボールなどを習得し、成績が向上した。他にナックルカーブ、球速の違う2種類のチェンジアップ、シンカーも投げることが出来る。通算与四球率2.2と制球力が良く、合計12種類の多彩な球種を同じ投球フォームで投げることが出来る。
毎試合前に50m走のタイムを計り、体重管理や体調判断の指針としている。タイムは6秒5を基準にしており、これを切れない場合は入念な調整を行う。自己ベストは6秒08。
2009年頃のスワローズ投手陣の中では、石川雅規が左のエース、館山が右のエースと形容されることが多かったが、これについて「本来エースは1人でいいわけで、エースは石川さんです」としていた。
投手でありながら打撃へのこだわりもあり、2010年の球団公式プロフィールでは「安打10本、長打3本」と宣言している。実際に8月6日の横浜戦（横浜スタジアム）では大家友和から1回表に3点本塁打を放った。先発投手が初回投球前に本塁打を打ったのは1988年、当時広島に所属していた長冨浩志がヤクルト戦で3ランを打って以来である。2010年の安打数は5本と目標に届かなかったが、長打は3本打ちこちらはクリアした。2015年8月30日の阪神戦（甲子園球場）では、岩崎優から5年ぶりとなる3点本塁打を放った。
元来、体の関節が緩い体質の持ち主であり、長距離走で肩が痛くなったりストレッチで亜脱臼したことがあり、肘関節は180度以上に開いてしまう「猿腕」であった。そのため、関節の可動域の広さは腕のしなりとなって投球には有効だったが、それ故に靭帯には常に故障の危険が付きまとった。トミー・ジョン手術を3度経験し、その他にも肩関節、股関節などに9度にわたって身体にメスを入れ、全身には175針の傷跡が残っているが、「絶対に怪我を理由に引退したくない」としており、トミー・ジョン手術を受けた後に中継ぎのエースとして2001年に復活した河端龍や、かつての伊藤智仁の「マウンドに戻ってやる」という気概を目の前で見たことが励みになったとしている。また、打たれるのは能力や技術が足りないだけという考えでいる。現役引退した5日後にも手術を受けているが、「今までのリハビリがうまくいったのかということを確かめたかったのと、自分が闘ってきた肘が、全部クリアだったという証明をしたいなと思った」と明かしている。
背番号を25にしたのは、日大の同期である村田修一が大学時代に注目されたのをきっかけに自分もスカウトの目に留まるようになり、村田が横浜入団時に25番を付けるのを知って、その憧れから同じ番号を選んだからという。村田は館山のことを大学時代からずっとハートが強い投手だったと語り、何度も肘にメスを入れ不死鳥のように蘇る館山の姿に「同じ釜の飯を食った館山が頑張ってくれたから、僕も頑張ることができたと思っています」と現役時代を振り返っている。

## 詳細情報

### 年度別投手成績
| 年 度      | 球 団      | 登 板 | 先 発 | 完 投 | 完 封 | 無 四 球 | 勝 利 | 敗 戦 | セ 丨 ブ | ホ 丨 ル ド | 勝 率 | 打 者 | 投 球 回 | 被 安 打 | 被 本 塁 打 | 与 四 球 | 敬 遠 | 与 死 球 | 奪 三 振 | 暴 投 | ボ 丨 ク | 失 点 | 自 責 点 | 防 御 率 | W H I P |
| ---------- | ---------- | ----- | ----- | ----- | ----- | -------- | ----- | ----- | -------- | ----------- | ----- | ----- | -------- | -------- | ----------- | -------- | ----- | -------- | -------- | ----- | -------- | ----- | -------- | -------- | ------- |
| 2003       | ヤクルト   | 10    | 9     | 0     | 0     | 0        | 0     | 3     | 0        | --          | .000  | 208   | 50.1     | 51       | 11          | 10       | 1     | 3        | 37       | 0     | 0        | 29    | 29       | 5.19     | 1.21    |
| 2005       | ヤクルト   | 25    | 25    | 1     | 1     | 1        | 10    | 6     | 0        | 0           | .625  | 622   | 150.1    | 151      | 14          | 28       | 4     | 4        | 105      | 1     | 0        | 70    | 66       | 3.95     | 1.19    |
| 2006       | ヤクルト   | 44    | 6     | 0     | 0     | 0        | 2     | 5     | 5        | 16          | .286  | 359   | 79.2     | 98       | 7           | 21       | 6     | 8        | 61       | 2     | 0        | 41    | 35       | 3.95     | 1.49    |
| 2007       | ヤクルト   | 45    | 15    | 2     | 0     | 0        | 3     | 12    | 5        | 5           | .200  | 558   | 127.2    | 129      | 14          | 39       | 6     | 10       | 115      | 5     | 0        | 57    | 45       | 3.17     | 1.32    |
| 2008       | ヤクルト   | 24    | 24    | 0     | 0     | 0        | 12    | 3     | 0        | 0           | .800  | 628   | 153.1    | 137      | 13          | 31       | 1     | 7        | 99       | 5     | 0        | 54    | 51       | 2.99     | 1.10    |
| 2009       | ヤクルト   | 27    | 27    | 5     | 2     | 2        | 16    | 6     | 0        | 0           | .727  | 798   | 188.1    | 195      | 20          | 45       | 2     | 11       | 126      | 2     | 0        | 77    | 71       | 3.39     | 1.27    |
| 2010       | ヤクルト   | 21    | 21    | 4     | 4     | 2        | 12    | 7     | 0        | 0           | .632  | 607   | 147.2    | 147      | 17          | 24       | 2     | 4        | 112      | 6     | 1        | 55    | 48       | 2.93     | 1.16    |
| 2011       | ヤクルト   | 26    | 25    | 7     | 3     | 2        | 11    | 5     | 0        | 1           | .688  | 699   | 180.2    | 146      | 12          | 29       | 1     | 6        | 130      | 1     | 0        | 43    | 41       | 2.04     | 0.97    |
| 2012       | ヤクルト   | 25    | 24    | 2     | 1     | 0        | 12    | 8     | 0        | 1           | .600  | 676   | 168.1    | 141      | 7           | 45       | 3     | 6        | 119      | 2     | 0        | 45    | 42       | 2.25     | 1.11    |
| 2013       | ヤクルト   | 2     | 2     | 0     | 0     | 0        | 0     | 0     | 0        | 0           | ----  | 37    | 8.1      | 9        | 0           | 3        | 0     | 1        | 6        | 0     | 0        | 4     | 3        | 3.24     | 1.44    |
| 2015       | ヤクルト   | 11    | 11    | 0     | 0     | 0        | 6     | 3     | 0        | 0           | .667  | 260   | 62.1     | 44       | 4           | 36       | 1     | 4        | 36       | 1     | 0        | 22    | 20       | 2.89     | 1.28    |
| 2016       | ヤクルト   | 10    | 9     | 0     | 0     | 0        | 1     | 4     | 0        | 1           | .200  | 230   | 46.0     | 65       | 5           | 26       | 0     | 5        | 33       | 5     | 0        | 39    | 37       | 7.24     | 1.98    |
| 2017       | ヤクルト   | 2     | 2     | 0     | 0     | 0        | 0     | 1     | 0        | 0           | .000  | 31    | 6.0      | 10       | 3           | 3        | 0     | 1        | 3        | 0     | 0        | 8     | 8        | 12.00    | 2.17    |
| 2018       | ヤクルト   | 5     | 5     | 0     | 0     | 0        | 0     | 4     | 0        | 0           | .000  | 97    | 19.2     | 30       | 2           | 10       | 0     | 2        | 13       | 0     | 0        | 19    | 15       | 6.86     | 2.03    |
| 2019       | ヤクルト   | 2     | 2     | 0     | 0     | 0        | 0     | 1     | 0        | 0           | .000  | 18    | 3.1      | 5        | 0           | 2        | 0     | 1        | 3        | 0     | 0        | 3     | 2        | 5.40     | 2.10    |
| 通算：15年 | 通算：15年 | 279   | 207   | 21    | 11    | 7        | 85    | 68    | 10       | 24          | .556  | 5828  | 1392.0   | 1358     | 129         | 352      | 27    | 73       | 998      | 30    | 1        | 566   | 513      | 3.32     | 1.23    |

- 各年度の太字はリーグ最高

### タイトル
- 最多勝利：1回（2009年）
- 最高勝率：1回（2008年）※当時連盟表彰なし。セントラル・リーグでは、1972年までと2013年以降表彰。

### 表彰
- 月間MVP：3回（2010年8月、2012年4月、2012年9月）
- カムバック賞（2015年）
- ベスト・ファーザー イエローリボン賞 in 「プロ野球部門」（2010年）

### 記録
初記録
投手記録
- 初登板：2003年7月20日、対中日ドラゴンズ17回戦（札幌ドーム）、9回表に5番手で救援登板・完了、1回1失点
- 初先発：2003年8月10日、対読売ジャイアンツ21回戦（東京ドーム）、4回1/3回を5失点
- 初奪三振：同上、2回裏にロベルト・ペタジーニから空振り三振
- 初勝利・初先発勝利：2005年4月27日、対読売ジャイアンツ5回戦（東京ドーム）、6回2失点（自責点1）
- 初完投勝利・初完封勝利：2005年7月30日、対阪神タイガース13回戦（阪神甲子園球場）
- 初ホールド：2006年6月17日、対千葉ロッテマリーンズ5回戦（明治神宮野球場）、6回表二死に2番手で救援登板、1回無失点
- 初セーブ：2006年6月27日、対中日ドラゴンズ5回戦（明治神宮野球場）、9回表二死に5番手で救援登板・完了、1/3回無失点

打撃記録
- 初安打：2003年8月10日、対読売ジャイアンツ21回戦（東京ドーム）、5回表に河本育之から右前安打
- 初打点：2005年10月11日、対横浜ベイスターズ21回戦（明治神宮野球場）、6回裏に門倉健から中前2点適時打
- 初本塁打：2010年8月6日、対横浜ベイスターズ14回戦（横浜スタジアム）、1回表に大家友和から中越3ラン

節目の記録
- 1000投球回数：2011年7月19日、対横浜ベイスターズ21回戦（横浜スタジアム）、1回裏一死目に石川雄洋を一塁ゴロで達成 ※史上324人目

その他の記録
- 1試合5三振：2011年9月15日、対広島東洋カープ20回戦（MAZDA Zoom-Zoom スタジアム広島）※史上15人目（セ・リーグ8人目）
- 開幕投手：1回（2013年）
- オールスターゲーム出場：4回（2008年、2009年、2011年、2012年）

### 背番号
- 25（2003年 - 2019年、2022年 - 2023年）
- 92（2020年 - 2021年）

## 関連情報

### 著書
- 『自分を諦めない：191針の勲章』（ワニブックス、2022年6月、ISBN 9784847071997）